# 阿圖爾·施納貝爾
阿图尔·施纳贝尔（德語：Artur Schnabel，1882年4月17日—1951年8月1日），奧地利鋼琴家，作曲家，音乐教育家，二十世紀最重要的鋼琴家之一。施納貝爾對德奧作曲家作品的演繹被視為範本，尤其以貝多芬鋼琴奏鳴曲为代表。哈罗德·C·勋伯格称他为「发明了贝多芬的人」。

## 生平

### 早年
阿图尔·施纳贝尔出生于奥匈帝国加利西亚别尔斯科（今属波兰）的一个犹太家庭。父亲伊西多·施纳贝尔（Isidor Schnabel）是一位纺织品经销商，母亲名叫欧内丝汀（Ernestine Taube），阿图尔·施纳贝尔是家中的幼子，另有两个姐姐，1884年全家迁至维也纳。
施纳贝尔在四岁时主动要求学习钢琴，并且很快表现出惊人的天赋。六岁时师从维也纳音乐学院的汉斯·施密特教授，九岁成为波兰钢琴家莱谢蒂茨基的学生，后跟随勃拉姆斯的助手曼迪切夫斯基学习乐理和作曲。1897年，施纳贝尔在维也纳的贝森朵夫音乐厅举办了首场正式音乐会，同年还到布达佩斯、布拉格和布尔诺等地演出。

### 柏林
1898年施纳贝尔移居柏林，在贝希斯坦音乐厅（Bechstein-Saal）举办了移居后的首次音乐会。第一次世界大战期间，施纳贝尔依然举办巡回演出，访问了美国、俄国和英国。和指挥家尼基施及柏林爱乐合作的音乐会令施纳贝尔声名鹊起，同时他也参与室内乐，结识了后来的妻子，女低音特雷塞·贝尔（Therese Behr）。
施纳贝尔和阿尔弗雷德·卫登堡、安通·赫京、卡尔·弗莱什、胡戈·贝克尔等人先后三次组建了三重奏乐团，和布罗尼斯瓦夫·胡贝尔曼、保罗·欣德米特、格雷戈尔·毕亚第高斯基组建了一个四重奏，和他一起登台演出的著名音乐家还有西格提·约瑟夫、帕布罗·卡萨尔斯、皮耶·傅尼葉，指挥家威廉·富特文格勒、布鲁诺·瓦尔特、奥托·克伦佩勒、乔治·塞尔、威廉·门格尔贝格、阿德里安·博尔特等等。
施纳贝尔1925年至1931年间在柏林艺术大学授课，他指导过许多学生，例如阿兰·布什、克利福德·柯曾、莱昂·弗莱舍、迪努·李帕蒂、莉莉·克劳斯、瓦迪斯瓦夫·史匹曼等等。

### 晚年
1933年纳粹掌权后，施纳贝尔携家人移居英国。1933至1939年间的夏季，施纳贝尔在意大利科莫湖畔的特雷梅佐开办钢琴大师课，其妻则教人演唱，昔日的柏林爱乐乐团首席席蒙·戈德堡也在此地教授小提琴。1939年，施纳贝尔移民美国，在密歇根大学担任教师，1944年获得美国国籍。
施纳贝尔的母亲欧内丝汀在德奥合并之后一直留在维也纳，1942年8月被纳粹逮捕至特雷津集中营，两个月后逝世。二战结束后，施纳贝尔搬回欧洲，奔波在大西洋两岸举办音乐会，但再也没到过德国或奥地利。同时施纳贝尔也创作音乐并录制唱片，尽管他并不是很喜欢录音过程。1951年，施纳贝尔逝世于瑞士施维茨州。

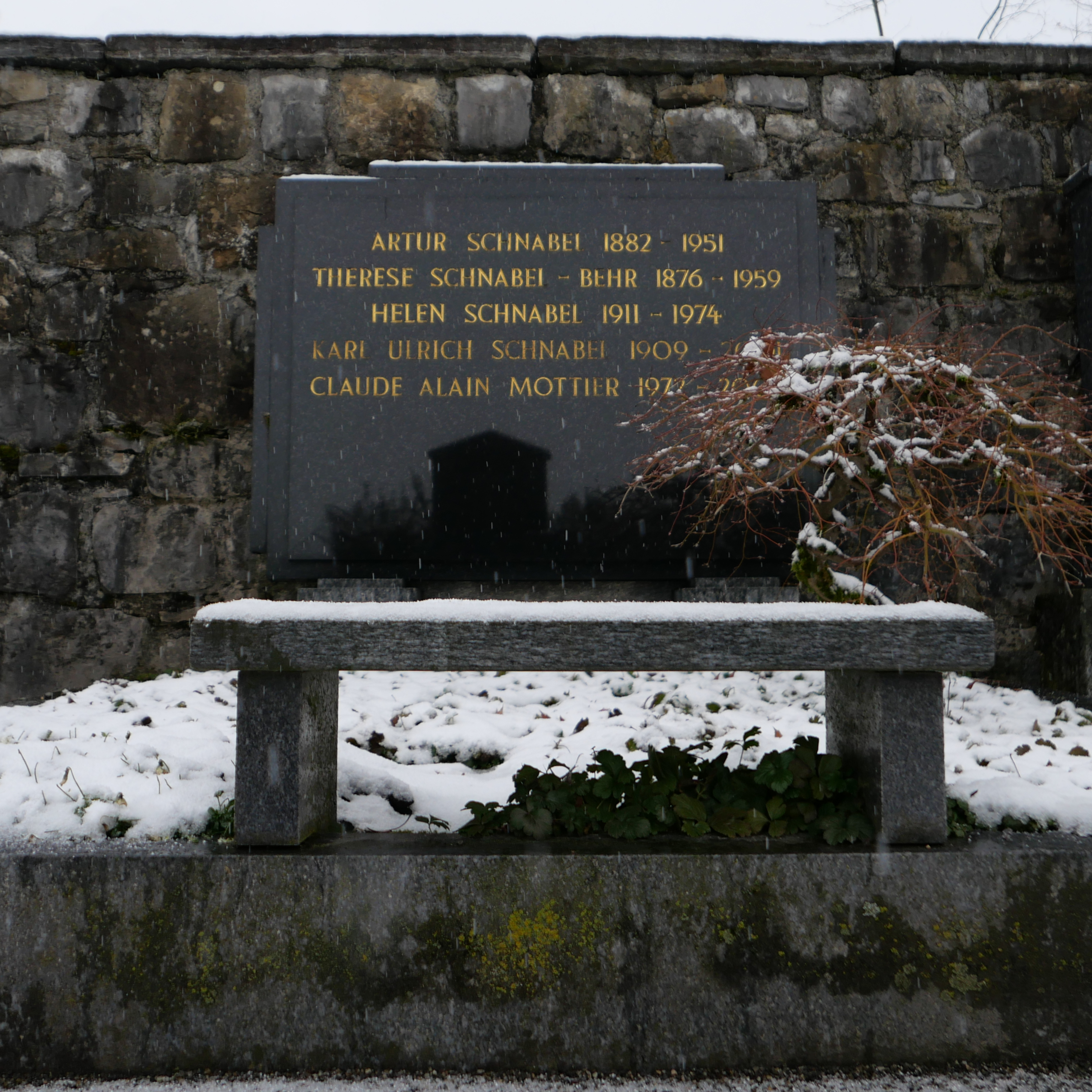
2024 年 1 月的家族墳墓。

施納貝爾在同名州首府施維茲的墓園找到了他的最後安息之地。 墳墓中還埋葬著他的妻子特蕾莎(Therese, née Behr)（1876-1959 年），也是一位音樂家；他們的兒子卡爾·烏爾里希(Karl Ulrich)（1909-2001 年），也是一位鋼琴家；以及他的妻子海倫(Helen, née Fogel)（1911-1911 年）安葬於美國的鋼琴家克勞德·阿蘭·莫蒂爾(Claude Alain Mottier, 1974 年) 和她的孫子克勞德·阿蘭·莫蒂爾(Claude Alain Mottier, 1972-2002)。 2006年，施維茨市政府宣布該家族墳墓為紀念碑，這意味著它受到永久保護，不會被遺棄。

## 评价
施纳贝尔的钢琴演奏兼具活力、深度和精神性，忠于原谱，自称只想致力于那些“永远无法完美演绎”的作品。他几乎只演奏传统古典音乐曲目，特别是贝多芬、舒伯特、勃拉姆斯、舒曼、莫扎特等人的作品。施纳贝尔曾大力捍卫部分贝多芬和舒伯特所写而不受重视的奏鸣曲，以及贝多芬许多常有争论的晚期作品，他于1937年完成了贝多芬全部32首奏鸣曲的首个完整录音（HMV唱片）。

## 作品節選

### 作曲
作为作曲家，施纳贝尔受同胞兼好友勋伯格影响很大，其作品以无调性音乐为主，包括三部交响曲、一首钢琴协奏曲、五个弦乐四重奏以及许多室内乐作品。他的作品“困难”但有趣、复杂，被认为是真正的创新风格，作曲家恩斯特·克热内克、罗杰·塞欣斯评论说这些作品无疑展示了其作曲天赋。
钢琴独奏
- Dance Suite
- Piece in Seven Movements
- Seven Piano Pieces
- Sonata for Piano
- Three Piano Pieces

室内乐作品
- Duodecimet, chamber orchestra
- Piano Quintet
- Sonata for Solo Cello
- Sonata for Solo Violin
- Sonata for Violin and Piano
- String Quartet No. 1
- String Quartet No. 2
- String Quartet No. 3
- String Quartet No. 4
- String Quartet No. 5
- String Trio

管弦乐作品
- Piano Concerto (Intermezzo & Rondo)
- Rhapsody for Orchestra
- Symphony No. 1
- Symphony No. 2
- Symphony No. 3

合唱作品
- Dance and Secret
- Joy and Peace

歌曲
- Early Songs (Frühe Lieder), medium voice and piano
- Notturno, medium voice

### 商業錄音
- (CD). 20世紀偉大鋼琴家（英语：Great Pianists of the 20th Century） 89. Philips Classics. 1998. 456 961-2.

## 個人生活
施纳贝尔于1905年同特雷塞·贝尔结婚，育有两子：钢琴家卡尔·乌尔里希·施纳贝尔（1909－2001）及演员施蒂芬·施纳贝尔（1912－1999）。

## 軼事
- 施纳贝尔对舒伯特的评价是“没有哪个作曲家比舒伯特更接近神祇”[來源請求]。

### 延伸阅读
- Artur Schnabel. . Courier Corporation. 1970. ISBN 0486255719 （英语）.
- Artur Schnabel. . Wolke. 2007. ISBN 3936000514 （英语）.